# 川口遺跡
座標: 北緯44度53分47.6秒 東経141度44分22.0秒 / 北緯44.896556度 東経141.739444度

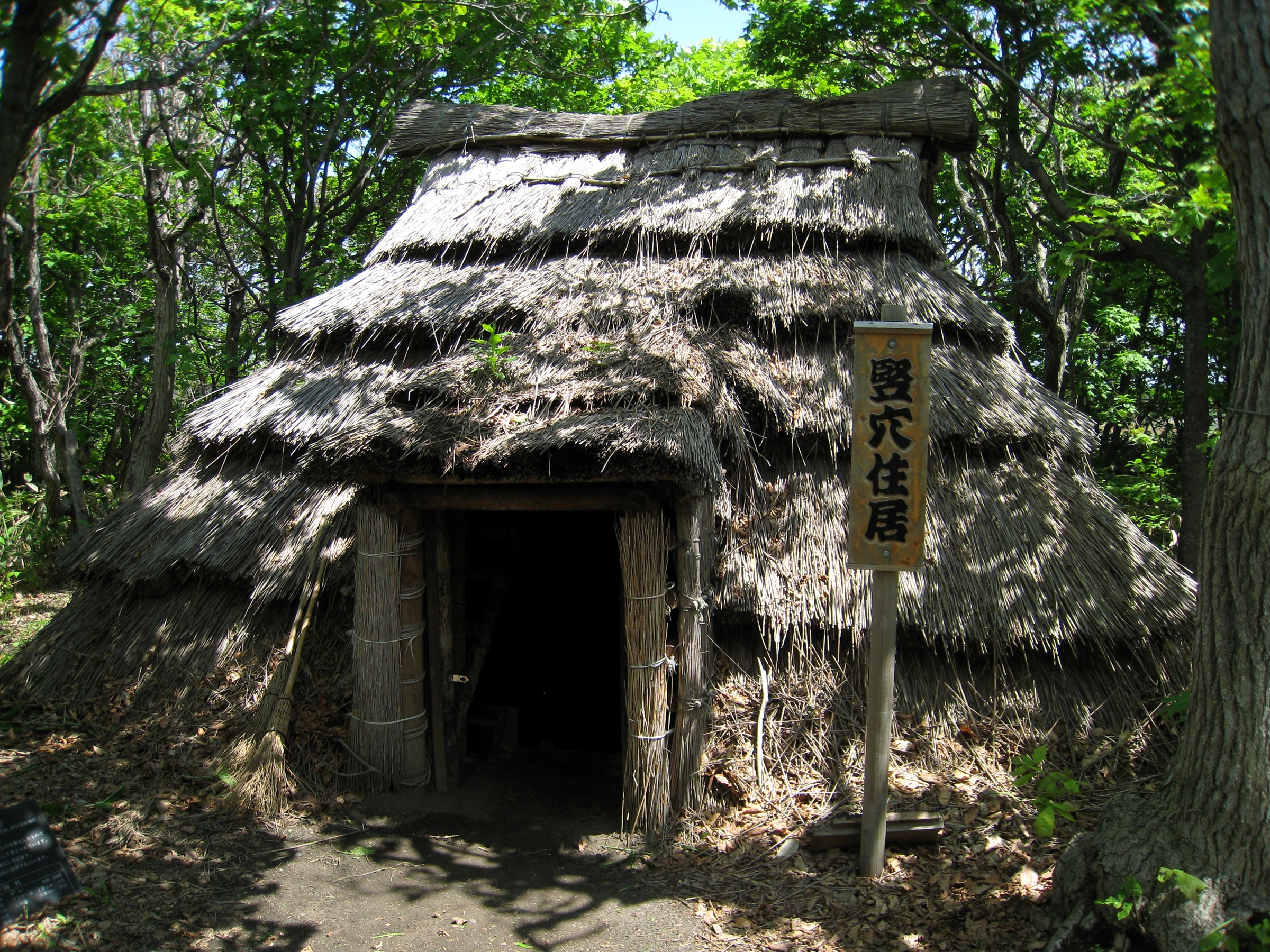
川口遺跡の復元竪穴建物。

川口遺跡（かわぐちいせき）は、北海道天塩郡天塩町川口基線にある続縄文時代から擦文時代直後にかけての複合遺跡である。

## 概要
天塩川左岸の南北に細長く延びた砂丘上にあり、長さ1.5キロメートル、幅200メートルの範囲に続縄文時代から擦文時代直後にかけての竪穴建物跡230軒が分布している。
230軒の内訳は、続縄文時代の3・4世紀から8世紀にかけて造られたと考えられている楕円形の竪穴建物23軒と、擦文時代から擦文時代直後にかけてのものと考えられている正方形に近い方形の竪穴建物186軒と長方形の竪穴建物20軒。他に不整形の竪穴建物が1軒あり、また方形状の竪穴にはオホーツク文化のものが含まれている。
遺跡から出土した土器や石器は、一部が復元されて天塩川郷土資料館に保管されている。

## 川口遺跡風景林
川口遺跡風景林（かわぐちいせきふうけいりん）は北海道天塩郡天塩町川口基線にある風景林。道道106号線沿いにトイレを備えた駐車場があり、天塩町によって整備された遊歩道は天塩川左岸の国有林内を貫いていて、樹木に覆われトンネルのようになっている。遊歩道沿いにベンチが備えられているほか、2箇所で竪穴建物が復元されている。

### 利用情報
利用期間
5月1日から10月31日まで
休業日
なし
利用時間
早朝から日没まで
利用料金
無料
駐車場
20台

### アクセス
- 車で道の駅てしおから北海道道106号稚内天塩線を北へ10分